# ریسه‌بندی مکالمه

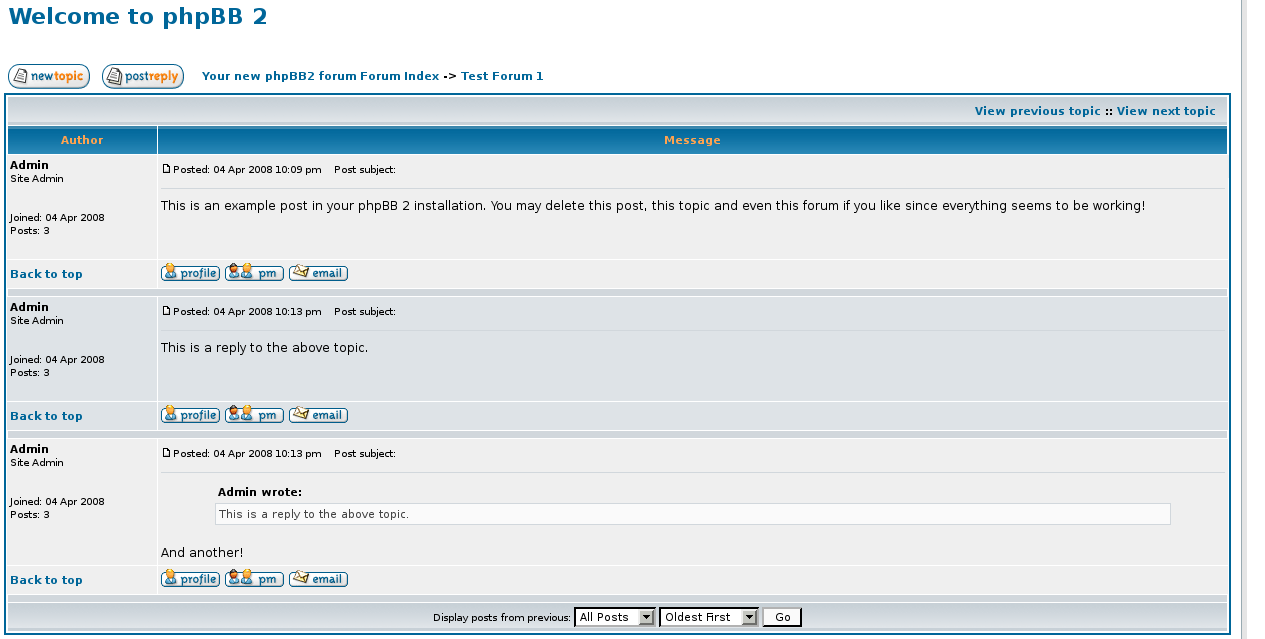
مثالی از یک بحث ریسه‌بندی‌شده در پی‌اچ‌پی‌بی‌بی

ریسه‌بندی مکالمه (به انگلیسی: Conversation threading)، یکی از ویژگی‌هایی است که در بسیاری از کارخواه‌های رایانامه وجود دارد و بدین منظور به کار می‌رود که مکالمه‌ها را کنار هم نگاه دارد.
همچنین در تابلوهای تبلیغاتی، گروه‌های خبری و انجمن‌های اینترنتی نیز به کار گرفته می‌شود و با گروه‌بندی ظاهری نوشته‌ها، به کاربر کمک می‌کند.
پیام‌ها معمولاً به صورت سلسه‌مراتبی گروه‌بندی می‌شوند. به گروهی از این نوشته‌ها، یک ریسه می‌گویند.
اگر یک انجمن گفتگو یا گروه خبری یا کارخواه رایانامه، مکالمه‌ها را با این روش گروه‌بندی کند، به اصطلاح می‌گویند دارای عناوین ریسه‌بندی شده است.
علاوه بر این گفتگوهای ریسه‌بندی شده معمولاً به کاربران این اجازه را می‌دهند تا به نوشتهٔ خاصی از یک ریسه، پاسخ گوید. و به این ترتیب مکالمه‌ها حالت سلسله مراتبی پیدا می‌کنند.
نرم‌افزارهایی وجود دارند که می‌توانند این نوع از مکالمه‌ها را در حالت ریسه‌بندی نشان دهند. (این حالت در مقابل حالت خطی قرار می‌گیرد که در آن گفتگوها بر اساس تاریخ مرتب می‌شوند و چینش آنها به اینکه چه کسی به چه کسی پاسخ داده‌است، ربطی ندارد)

## ریسه‌های سلسله‌مراتبی

### مزایا
مزیت ریسه‌بندی سلسله‌مراتبی این است که به خواننده اجازه می‌دهد با یک نگاه به ساختار کلی مکالمه پی ببرد و به طور مشخص می‌فهمد که چه کسی در حال پاسخ به چه کسی است. به همین خاطر استفاده از آن در گفتگوهای گسترده، مانند گروه‌های خبری، مناسب است.
در مباحثه‌های بسیار پیچیده، اگر یک سیستم ریسه‌بندی سلسله مراتبی وجود نداشته باشد، دنبال گفتگو به سرعت غیرممکن خواهد شد.
مزیت دیگر آن این است که باعث فهم بهتر نوشته‌ها می‌شود، زیرا پاسخ‌ها باید برای نوشته‌های معین نوشته شوند. و چون نوشته‌ها را شخص معینی نوشته، بنابراین پاسخ‌ها به شخص معینی داده می‌شوند. و در نتیجه، پاسخ‌دهنده می‌تواند روی شخصیت و دیدگاه‌های کسی که دارد به او جواب می‌دهد تمرکز کند. این موضوع معمولاً در مواقعی که آخرین دیدگاه به انتها اضافه می‌شود، اتفاق نمی‌افتد.

### معایب
ایجاد سلسله مراتب درختی می‌تواند موجب به هم ریختگی نیز باشد. مخصوصا اگر حجم برگه‌ها محدود بوده یا اینکه برگه‌ها بسیار بزرگ شوند. در این مواقع معمولاً از گفتاورد برای ایجاد یک ریسهٔ تازه استفاده می‌کنند.
در جاهایی که کاربر می‌تواند شیوهٔ نمایش شخصی خود را انتخاب کند، استفاده از نمایش سلسله‌مراتبی می‌تواند دردسرساز باشد، چرا که کاربری که از نمایش خطی استفاده می‌کند، پاسخ خود را در انتهای مطلب و در پاسخ به آخرین ارسال می‌نویسد و این یک ضعف بزرگ برای انجمن‌هایی که از هر دو شیوهٔ نمایش استفاده می‌کنند محسوب می‌شود.

### ریسه‌های باز
ریسه‌های باز (به انگلیسی: Open threads) به نوشته‌هایی از یک وب‌نوشت گفته می‌شود که در آن کاربران بتوانند در مورد هر موضوعی که دلشان می‌خواهد صحبت کنند. معمولاً در وب‌نوشت‌های بزرگ که بازدیدکنندگان زیادی دارند مفیدتر هستند و معمولاً زمانی استفاده می‌شوند که نویسنده موضوعی برای نوشتن ندارد یا وقفه‌ای در ارسال‌ها ایجاد شده.
در نرم‌افزار ویکی نوشته‌های باز، مجاز هستند.
ریسه‌های باز همچنین برای عوض کردن لحن یکنواخت نوشته‌های اصلی یک وب‌نوشت به کار می‌روند.
همچنین از آنجایی که دیدگاه‌های زیاد برای یک نوشته می‌تواند موجب کند شدن بارگذاری آن نوشته شود، نویسنده از ریسه‌های باز برای جذب دیدگاه‌های پراکنده در نوشته‌ها بهره می‌برد.

### نمونه‌ها
گروه‌های یاهو! و گروه‌های ام‌اس‌ان، انجمن‌های تحت وبی را فراهم می‌کنند که از ریسه‌بندی مکالمه، پشتیبانی می‌نمایند.